# Ostia Nord
Ostia Nord è la zona urbanistica 13F del Municipio Roma X di Roma Capitale. Si estende sul quartiere Q. XXXIII Lido di Ostia Ponente.

## Geografia fisica

### Territorio
Si trova nell'area sud-ovest del comune, a ridosso del mar Tirreno.
La zona urbanistica confina:
- a nord con il comune di Fiumicino
- a nord-est con la zona urbanistica 13E Ostia Antica
- a sud-est con la zona urbanistica 13G Ostia Sud
- a sud-ovest con il mar Tirreno